# کوله‌گو
کوله‌گو (به لاتین: Kulegu) یک منطقهٔ مسکونی در روسیه است که در شهرستان کایتاگسکی واقع شده‌است.